# آرمسترانگ ویتورث ای. دابلیو.۵۲
آرمسترانگ ویتورث ای. دابلیو.۵۲ (به انگلیسی: Armstrong Whitworth A.W.52) یک هواگرد ساختِ کارخانهٔ آرمسترانگ ویتورث ایرکرفت در کشور بریتانیا است. این هواگرد برای نخستین بار در ۱۳ نوامبر ۱۹۴۷ میلادی مورد استفاده قرار گرفت.